# Hugo Franz von Königsegg-Rothenfels

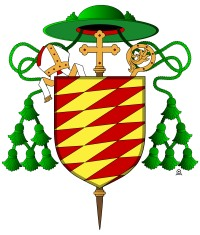
Wappen Hugo Franz von Königsegg-Rothenfels, Bischof von Leitmeritz (1711–1720)

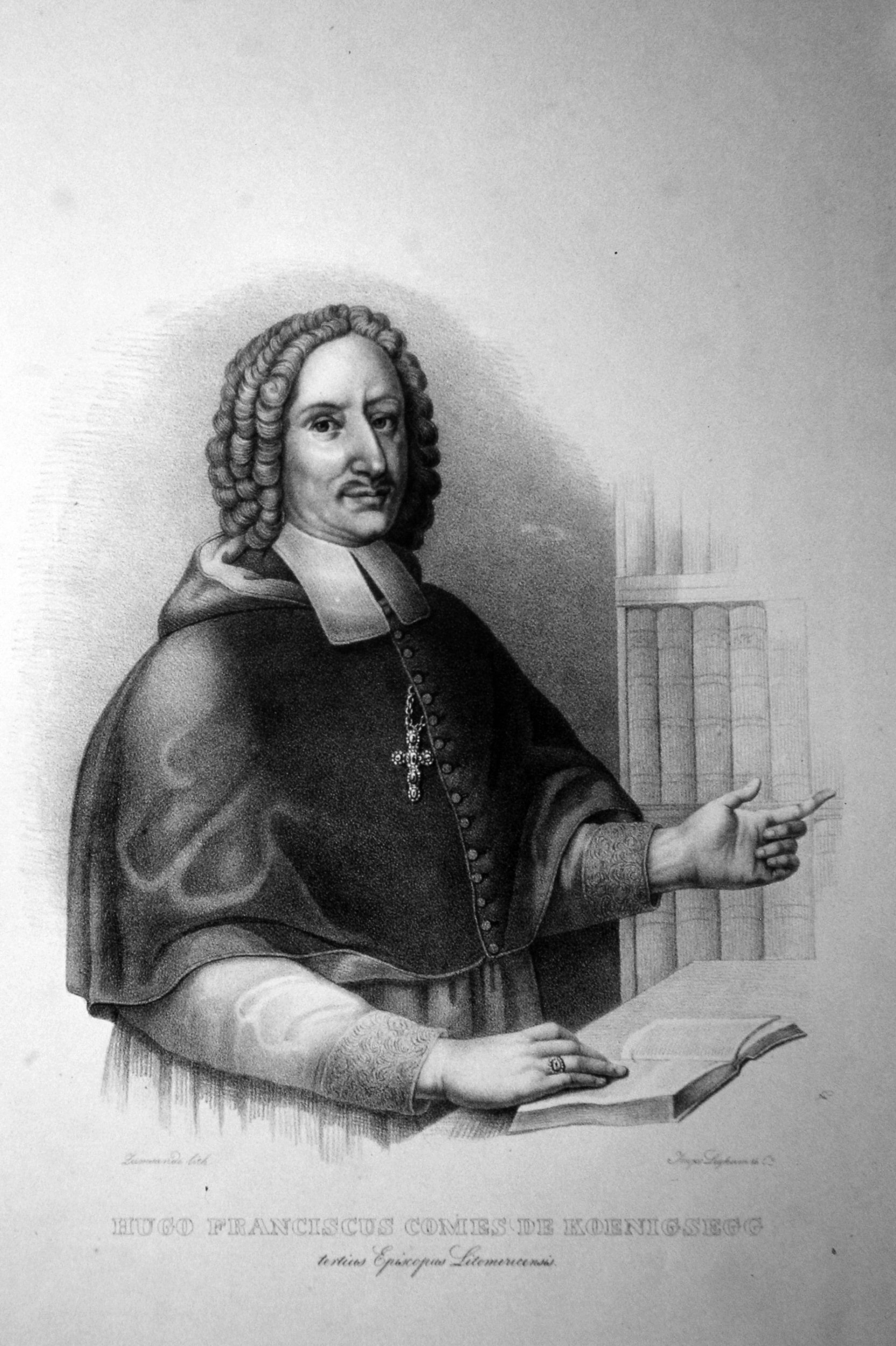
Hugo Franz von Königsegg-Rothenfels, Lithographie von Zumsande, um 1820

Hugo Franz von Königsegg-Rothenfels (auch: Hugo Franz Reichsgraf von Königsegg-Rothenfels; tschechisch: Hugo František Königsegg; * 7. Mai 1660 in Wien; † 6. September 1720 in Bonn) war Bischof von Leitmeritz.

## Herkunft und Werdegang
Sein Vater Leopold Wilhelm von Königsegg-Rothenfels war kaiserlicher Geheimrat, Kämmerer und Reichsvizekanzler. Hugo Franz studierte 1676 bis 1680 in Salzburg und besaß mehrere Pfründen. Er war:
- 1671 Domherr in Straßburg
- 1671 Domherr in Köln, wo er 1689 zum Scholaster und 1704 zum Dechanten aufstieg
- 1678 Domherr in Lüttich
- 1678 Domherr in Salzburg
- 1691 Propst am Vyšehrad

## Bischof von Leitmeritz
Obwohl er erst am 11. April 1705 zum Priester geweiht wurde, bestimmte ihn Kaiser Leopold I. im Jahre 1700 zum Koadjutor des Leitmeritzer Bischofs Jaroslaw Ignaz von Sternberg. Nach Sternbergs Tod wurde er am 6. August 1709 als dessen Nachfolger nominiert. Der päpstlichen Bestätigung vom 26. Januar 1711 folgte am 7. Juni d. J. die Bischofsweihe und am 17. November d. J. die Inbesitznahme des Bistums.
Da Hugo Franz Königsegg von Rothenfels am Bonner Hof des Kölner Erzbischofs Joseph Clemens von Bayern das weltliche Amt eines Oberhofmeisters innehatte und zugleich kaiserlicher Gesandter beim niederrheinischen Kreis war, hielt er sich in Leitmeritz nur selten auf. Die Administration des Bistums überließ er den Generalvikaren Hübner und Hoffer von Lohenstein und bestimmte lediglich über die Beförderung und Versetzung der Pfarrer. 1717 errichtete er aus Mitteln der Salzkasse zwei Domherrenstellen. Die einem Bischof vorbehaltenen Weihehandlungen führte vertretungsweise der Königgrätzer Bischof Johann Adam Wratislaw von Mitrowitz aus.